# ブーベ島

ブーベ島
Bouvetøya

ブーベ島（ブーベとう、ノルウェー語: Bouvetøya、英語: Bouvet Island）は、南大西洋の亜南極に浮かぶノルウェー領の火山島である。2022年現在、無人島である。ケープタウン（南アフリカ）の南南西約 2,500 km に位置する。最も近い陸地（南極大陸）との距離は 1,700 km であり、地理的に世界で最も隔絶した孤島である。島には無人の気象観測所がある。
ノルウェー王国の一部ではなく属領という位置づけにあり、国際標準化機構の定めるISO 3166では単独の国名コード BV / BVT が与えられている。そのため、孤絶した無人島であるにもかかわらず、アマチュア無線やインターネットなどの分野では、国に準ずる地域として扱われている。

## 地理

### 位置

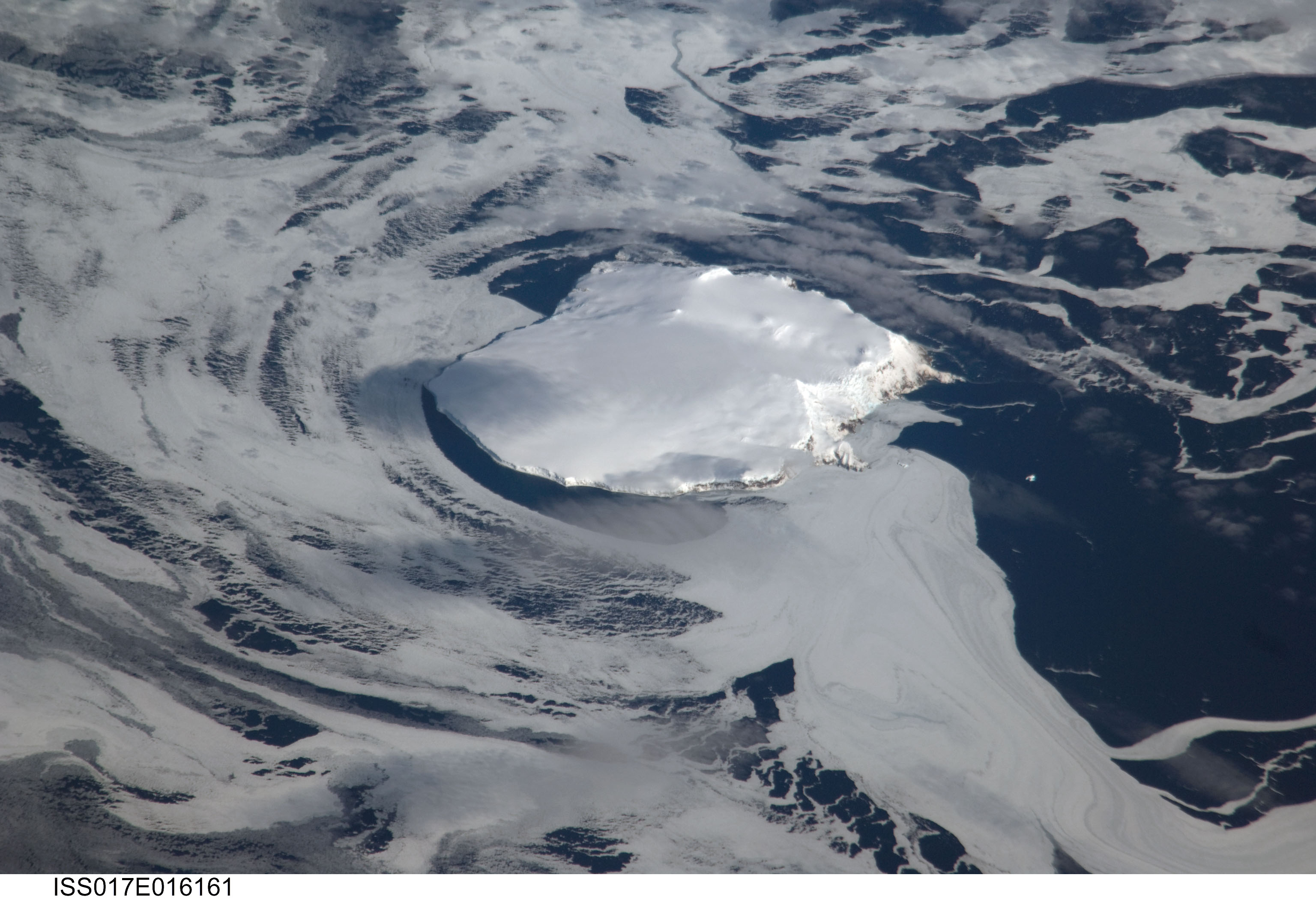
海氷が取り巻くブーベ島（右下が北）

南アフリカの南南西約2,500km、サウスサンドウィッチ諸島の東約1,900kmの位置にある。付属の小島を除けば周辺に島の姿のない絶海の孤島であり、最も近い陸地は約1,700km離れた南極大陸のドロンニング・モード・ランド（クイーン・モード・ランド）である。
人が定住する集落がある最も近い場所は、約2,260km離れたトリスタンダクーニャである。

### 地形

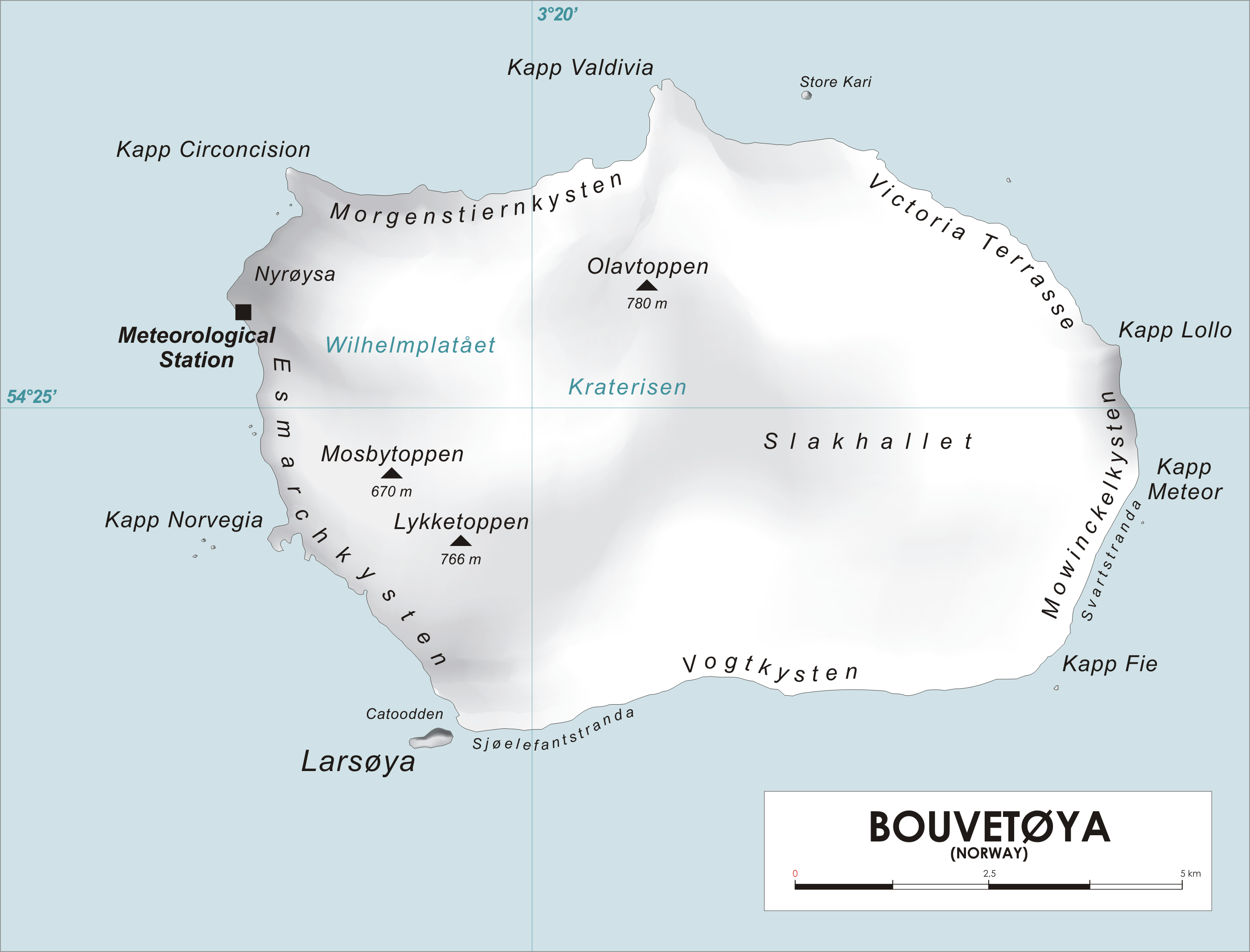
島の地図

島の93%は氷河であり、島の東海岸と南海岸を覆っている。波の浸食作用によって海岸は急な崖となっており、海岸沿いにはラース島 (Lars Island) などの小さな岩や属島が散在している。島には港湾設備がなく、沖合に投錨地があるだけで、アクセスは困難である。船からヘリコプターでアクセスするのが最も容易な上陸方法である。
海岸線はしばしば海氷 (Polar ice packs) に覆われる。島の最高地点はオラフ峰 (Olavtoppen) と呼ばれる780 mの山である。島の中央には氷に覆われた火山の火口があり、ヴィルヘルム2世台地 (Wilhelm II Plateau)と呼ばれている。島の西海岸にある溶岩棚は1955年から1958年にかけて形成されたもので、鳥たちのよい営巣地となっている。
この島は、大西洋中央海嶺の最南端部に位置する。島の西約275km には、アフリカプレートと南アメリカプレート、南極プレートの境界となるブーベ三重点があり、大西洋中央海嶺と南西インド洋海嶺が接続する。

## 歴史

### 発見

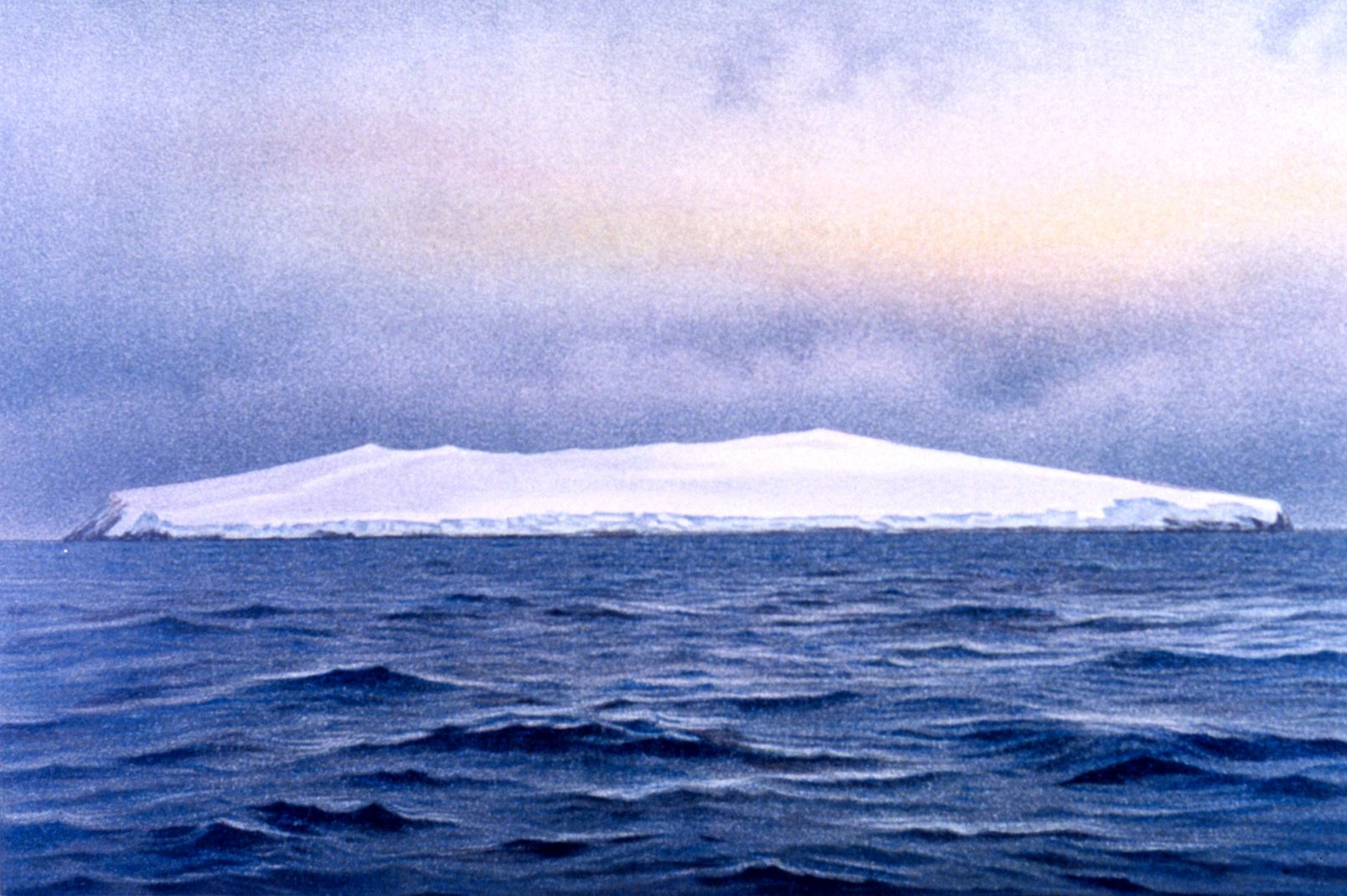
ブーベ島南東海岸（1898年、Chun隊による）

この島はおそらく、1739年1月1日にフランス東インド会社のジャン＝バティスト・シャルル・ブーヴェ・ド・ロジエ (Jean-Baptiste Charles Bouvet de Lozier) によって発見された。ブーヴェは艦船 Aigle と Marie を率いる将校であり、「ブーベ島」の名は彼に由来する。しかし、島の位置についての計測が不正確であり、南緯54度・東経11度と東へ8度もずれて記録されてしまった。ブーヴェは周航を行わなかったので、発見された陸地が島であるのか大陸の一部であるのかさえはっきりしなかった。1772年にはジェームズ・クックがブーヴェの島を発見するために南アフリカから航海を行ったが、ブーヴェが報告した地点で島影を確認することはできなかった。クックは、ブーヴェが氷山を島と誤認したと結論づけ、引き上げている。
1808年、イギリス・ロンドンの捕鯨会社サミュエル・エンダービー社 (Samuel Enderby & Sons) の捕鯨船 Snow Swan の船長ジェームズ・リンゼイ (James Lindsay) によって島が発見された。リンゼイは島への上陸は行わなかったが、正確な位置の報告を行った。リンゼイが発見した島は、甚だしく誤った位置で報告されたブーヴェの島と別の島と考えられ、当初はリンゼイ島とも呼ばれていた。「リンゼイ島」と「ブーベ島」が同一の島であったとされるのはのちのことであり、しばらくは島の同定が困難な時期が続く。
アメリカの探検家ベンジャミン・モレルは、1822年に島に上陸してアザラシを狩ったと主張しているが、疑わしい。この島に「ブーベ島」の名を与えたのはモレルとされる。1825年12月10日、サミュエル・エンダービー社の捕鯨船 Sprightly と Lively を率いたジョージ・ノリス (George Norris) が島に上陸し、この島をリバプール島 (Liverpool Island) と命名、イギリスの国王に属するものと宣言した。しかしながら、ノリスは「リバプール島」がすでに発見された島であることを知らなかった。また、ノリスはこの島の付近に「トンプソン島」を「発見」しているが、今日では実在しない島と結論付けられている。1898年にはドイツの Valdivia 探検隊を率いたカール・チュン (Carl Chun) が島を訪れたが、上陸はしていない。

### ノルウェーによる領有以後

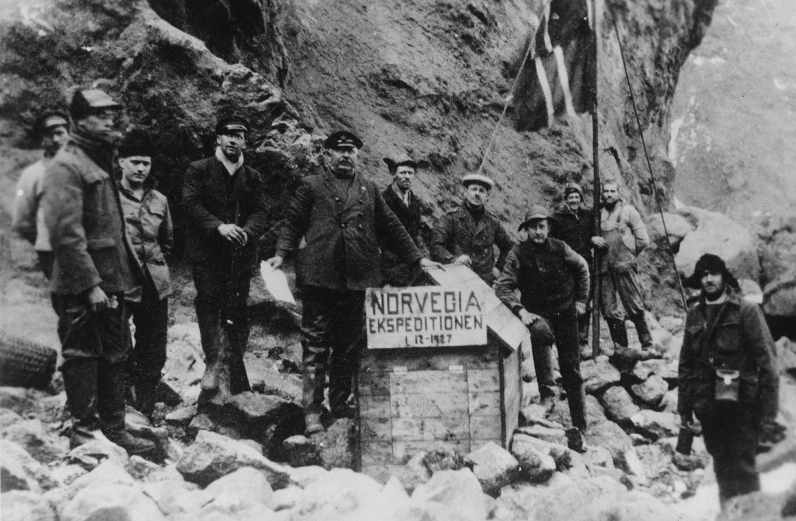
1927年、ノルウェー隊の上陸

1927年、ノルウェーの船 Norvegia の乗組員が上陸して小屋を建設し、数か月間生活した。このことが「先占」の実績であるとして、ノルウェー隊の隊長であるラース・クリステンセン (Lars Christensen (explorer)) は1927年12月1日にこの島がノルウェー領であると主張。1928年1月23日、ノルウェー王の裁可を経てブーベ島（ノルウェー語: Bouvetøya）はノルウェーの領域に編入された。
イギリスはノルウェーの主張を認めて請求権を放棄。1930年にノルウェーの法律が成立し、ノルウェー王国の主権下の「属領」となった（王国の一部ではない）。しかしドイツの南極探検隊が1939年に立ち寄っている。
1950年代から1960年代にかけて、南アフリカ政府から気象観測拠点としての関心が寄せられたが、あまりにも厳しい気象条件のために断念されている。1971年、ブーベ島とその領海は自然保護区に指定された。1977年にはノルウェーによって無人の気象観測拠点が設置された。
1979年9月22日、アメリカの人工衛星ヴェラが、ブーベ島とプリンスエドワード諸島の間で大規模な核爆発のような閃光を観測した（ヴェラ事件）。南アフリカ共和国の核実験ではないかという説があるが、原因はよくわかっていない。
1996年、ノルウェーは38立方メートルのコンテナによるフィールド・ステーションを建設した。2007年10月19日、ノルウェー極地研究所 (Norwegian Polar Institute) は、フィールド・ステーションが衛星写真で確認できなくなったと報告した。のちの調査によって、氷の地すべりか雪崩によって建物が押し流されたと判明した。2012年12月、新たなフィールド・ステーションが建設された。なお、無人気象観測拠点はダメージを受けていない。

## 行政
ブーベ島はノルウェーの属領（ノルウェー語: biland）であり、法務・警察省 (Ministry of Justice and the Police (Norway)) の極地局が管轄している。
南極とその周辺において、ノルウェーが属領として領有権の主張を行っている地域としては、ほかに南極大陸のドロンニング・モード・ランド（クイーン・モード・ランド）とピョートル1世島がある。これらの地域は南極条約によって領土主権・請求権が凍結されている。ブーベ島は南緯60度以北にあるために南極条約の対象とはなっていない。
ノルウェーの持つ同種の「本土以外の領土」としては、北極海にスヴァールバル諸島とヤンマイエン島があるが、これらは属領ではなく、本国の一部とされている。
ISO 3166では、国に準ずる地域として国名コードが設定されており、2文字コードで BV 、3文字コードで BVT が割り当てられている。下位行政区分コードの規格として ISO 3166-2:BV があるが、これに対応する割り当ては行われていない。
エディンバラ動物園のオウサマペンギンであるニルス・オーラヴ3世はブーベ島男爵の称号を持っている。

## 通信
ブーベ島への電話は衛星回線に限られ、国際電話コードの割り当てはない。また、郵便番号もない。
インターネットの国別コードトップレベルドメインは、原則として国名コード (ISO 3166) によって設定されているため、ブーベ島には .bv が割り当てられている。ただし、現在は使用されていない。
アマチュア無線のコールサインとして、ノルウェーの通信当局はブーベ島に 3Y のプリフィックスを割り当てており、アメリカ無線中継連盟(ARRL)が作成したDXCCのリストでは、ブーベ島は独立した地域（エンティティ）として扱われている。ごく希に学術調査員などが免許を得て運用したことがある程度で、他のエンティティとの交信を全て成功させたベテランでも交信を目標としているほど交信が困難なエンティティである。
3Y5Xのコールサインで行なわれた1989年年末～1990年にかけて2週間程度の移動運用（DXペディション）は、日本からも多くのアマチュア局が交信に成功し、夕方のTVニュースでも報じられた。

## 自然・環境

### 気候
この島は南極収束点の南に位置しているが、海洋性気候となっている。月ごとの最高平均気温は、年間を通してほとんど変動しない。

このような厳しい気候条件ではあるが、ブーベ島は実際には北緯 58 度に位置するノルウェー最南端よりも赤道に 4 度近い緯度に位置していいる。その緯度は、スカンジナビアに例えると、むしろデンマーク南部に近い。
| ブーベ島の気候             | ブーベ島の気候 | ブーベ島の気候 | ブーベ島の気候 | ブーベ島の気候 | ブーベ島の気候 | ブーベ島の気候 | ブーベ島の気候 | ブーベ島の気候 | ブーベ島の気候 | ブーベ島の気候 | ブーベ島の気候 | ブーベ島の気候 | ブーベ島の気候 |
| 月                         | 1月            | 2月            | 3月            | 4月            | 5月            | 6月            | 7月            | 8月            | 9月            | 10月           | 11月           | 12月           | 年             |
| -------------------------- | -------------- | -------------- | -------------- | -------------- | -------------- | -------------- | -------------- | -------------- | -------------- | -------------- | -------------- | -------------- | -------------- |
| 平均最高気温 °C （°F）     | 3 (37)         | 4 (39)         | 3 (37)         | 2 (36)         | 1 (34)         | 0 (32)         | −1 (30)        | −1 (30)        | −1 (30)        | 0 (32)         | 1 (34)         | 3 (37)         | 1.2 (34)       |
| 日平均気温 °C （°F）       | 1 (34)         | 1 (34)         | 1 (34)         | 0 (32)         | −1 (30)        | −2 (28)        | −3 (27)        | −4 (25)        | −3 (27)        | −2 (28)        | −1 (30)        | 0 (32)         | −1.1 (30.1)    |
| 平均最低気温 °C （°F）     | 0 (32)         | 0 (32)         | 0 (32)         | 0 (32)         | −2 (28)        | −4 (25)        | −5 (23)        | −5 (23)        | −5 (23)        | −3 (27)        | −2 (28)        | −1 (30)        | −2.2 (27.9)    |
| 平均降雨日数               | 0              | 0              | 0              | 0              | 0              | 0              | 0              | 0              | 0              | 0              | 0              | 0              | 0              |
| 平均降雪日数               | 0              | 0              | 0              | 0              | 0              | 0              | 0              | 0              | 0              | 0              | 0              | 0              | 0              |
| 出典：www.climate-zone.com |                |                |                |                |                |                |                |                |                |                |                |                |                |

### 生態系

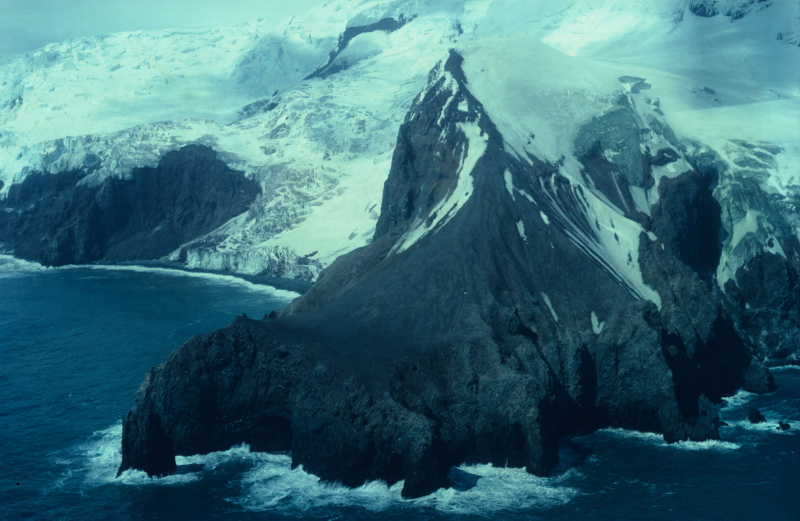
ブーベ島北端のバルディビア岬（2009年）

サウスジョージア・サウスサンドウィッチ諸島や、サウス・オークニー諸島、サウス・シェトランド諸島とともに、スコシア海諸島のツンドラ・エコリージョン（生態域）に分類されている。その厳しい気候や氷に覆われた地形、狂う50度の暴風のために、植生はコケ植物（蘚類や地衣類）に限られ、樹木は育たない。
島の沿岸には鯨類、アザラシ・アシカ類（鰭脚類）、ペンギン類、海鳥が生息している。より詳細に見れば、ヒゲクジラ類ではミナミセミクジラやザトウクジラやナガスクジラなど、ハクジラ類ではミナミセミイルカやダンダラカマイルカやシャチなど、鰭脚類ではミナミゾウアザラシ、カニクイアザラシ、ナンキョクオットセイなど。ペンギンではヒゲペンギン、マカロニペンギン、アデリーペンギンなど。海鳥ではギンフルマカモメ、ハイイロオオトウゾクカモメ、アシナガウミツバメ、クロハラウミツバメ、ナンキョククジラドリなどである。
1971年に発令された王国令によって島全体が自然保護区に指定されている。

## フィクションにおけるブーベ島
- 2004年の映画『エイリアンVSプレデター』の舞台に設定された。しかし、衛星画像からフォーカスする場面では実際より南西に数千km離れたピョートル1世島に近い位置に、実際より非常に大きな面積で島が表示される。